# Bad for You Baby
Bad for You Baby è un album in studio di Gary Moore, pubblicato nel 2008.

## Tracce
1. Bad for You Baby (Moore)
2. Down the Line (Moore)
3. Umbrella Man (Moore)
4. Holding On (Moore)
5. Walkin' Thru the Park (Morganfield)
6. I Love You More Than You'll Ever Know (Kooper)
7. Mojo Boogie (Lenoir)
8. Someday Baby (Morganfield)
9. Did You Ever Feel Lonely? (Moore)
10. Preacher Man Blues (Moore)
11. Trouble Ain't Far Behind (Moore)

## Formazione
- Gary Moore - chitarra, voce
- Vic Martin - tastiere
- Sam Kelly - batteria
- Pete Rees - basso